# 퍼슈트

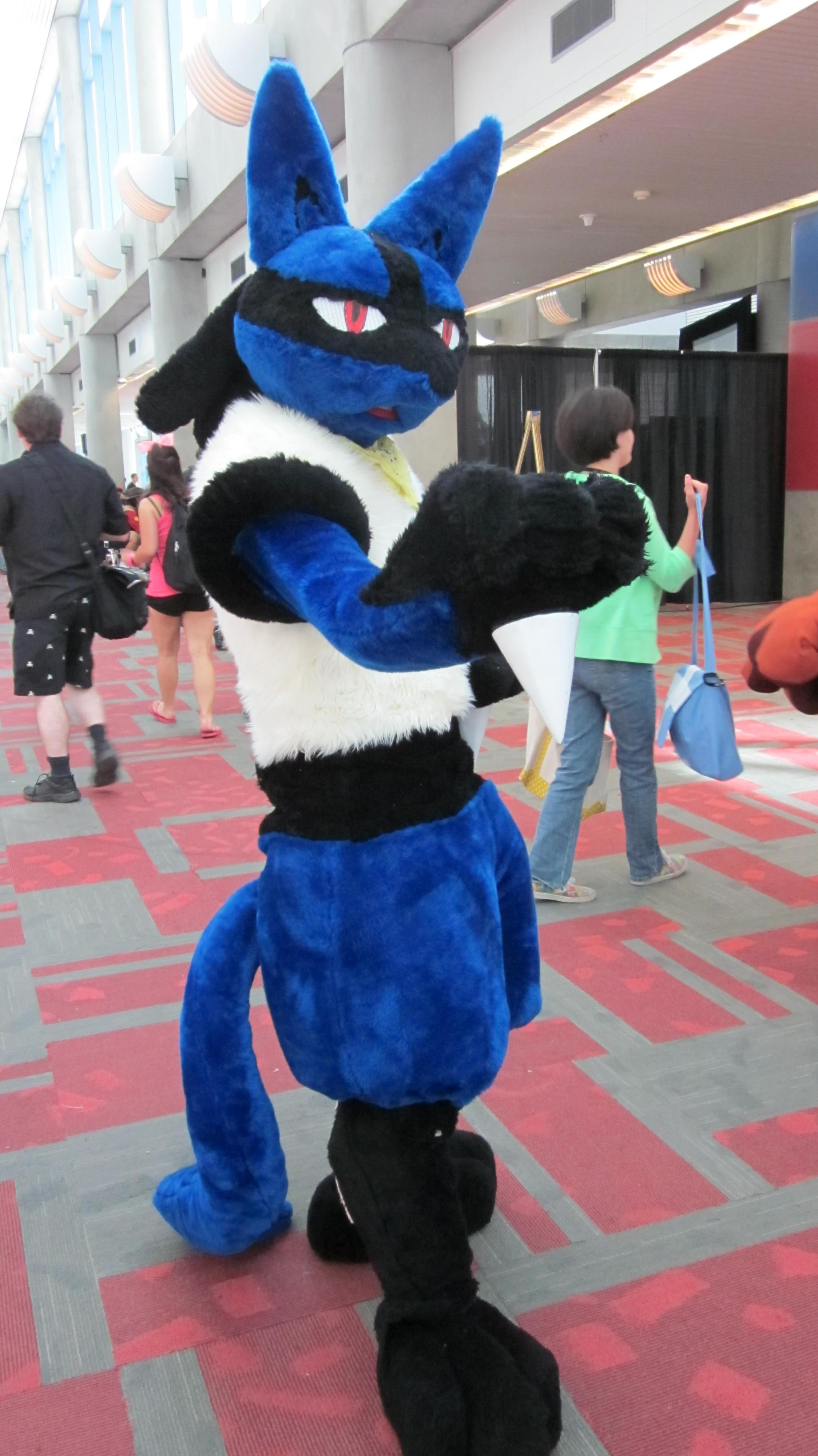
퍼슈트를 입은 퍼슈터의 모습.

퍼슈트(Fursuit)는 1993년 로버트 킹이 처음 창시한 용어로, 일반적으로 코스프레나 퍼리 팬덤 사이에서 맞춤형 수인 의상을 일컫는 말이다.:13 퍼슈트를 착용한 퍼리를 퍼슈터(fursuiter)라고 한다. 팀 또는 조직과 제휴하여 디자인하고 제작하는 마스코트 의상과는 달리 퍼슈트는 착용자가 스스로 만든 캐릭터의 의상이며 더 정밀한 경우가 대다수이다.
퍼슈트는 일반적인 '전신 슈트' 외에도 탈 부분, 글러브 부분, 꼬리 부분, 발 부분 등만 따로 따로 있는 '부분형 슈트'도 있으며 이 경우에는 부분형 슈트를 입고 나머지 몸은 일반 인간의 옷을 입는다. 3/4 슈트(3쿼터 슈트)도 있는데 이 슈트는 토르소나 다리 등 몸의 일부분만 덮는 슈트이다. 이런 류의 퍼슈트는 아랫도리 없이 윗도리만 입거나 윗도리 없이 아랫도리만 입는 캐릭터에게 사용한다. 가장 복잡한 슈트로는 쿼드슈트가 있는데, 이 슈트는 진정 동물이 된다는 느낌의 슈트로 전신을 덮으며 네 발로 기게 하는 슈트이다.

## 같이 보기
- 퍼리 팬덤
- 코스프레 의상
- 크리처 슈트